# Nikołaj Kostow
Nikołaj Kostow, bułg. Николай Костов (ur. 2 lipca 1963 w Dobrudży, Bułgaria) – bułgarski piłkarz, grający na pozycji pomocnika, a także trener piłkarski.

## Kariera piłkarska
Karierę piłkarską rozpoczął w 1981 w Lewskim Sofia, w którym występował do 1988 roku. Następnie w 1989 przeszedł do Slawii Sofia. W 1990 wyjechał na Cypr, gdzie bronił barw klubu Anorthosis Famagusta. W 1994 powrócił do Lewskiego Sofia, w którym zakończył karierę piłkarską.

## Kariera trenerska
Po zakończeniu kariery zawodniczej najpierw pracował w rodzinnej Dobrudży, trenując miejscowy klub Dobrudża Dobricz. W 1999 ponownie wyjechał do Cypru, gdzie trenował takie kluby jak: Anorthosis Famagusta, Olympiakos Nikozja i AEK Larnaka. Przez pewien czas prowadził ormiański Bananc Erywań. W kwietniu 2008 został zaproszony na stanowisko głównego trenera Metałurha Donieck, w którym pracował do końca 2010. Od listopada 2011 do marca 2012 trenował Lewski Sofia. 29 lipca 2012 objął stanowisko głównego trenera Karpat Lwów. 6 maja 2013 po serii nieudanych gier podał się do dymisji. 16 stycznia 2014 został zaproszony aby trenować Tawrię Symferopol, z którą pracował do rozformowania klubu w maju 2014. 30 lipca 2014 stał na czele rosyjskiego FK Tosno, którym kierował do 4 listopada 2014. 11 listopada 2015 został mianowany na stanowisko głównego trenera Botewu Płowdiw. 24 sierpnia 2016 podał się do dymisji. 28 września 2017 stanął na czele Stali Kamieńskie. W lipcu 2018 objął prowadzenie Szachtiorem Karaganda.

## Sukcesy
Kariera piłkarska
- Lewski Sofia:
  - mistrz Bułgarii: 1984, 1985 i 1988
  - zdobywca Pucharu Bułgarii: 1984, 1986

Kariera szkoleniowa
- Anorthosis Famagusta:
  - zdobywca Pucharu Cypru: 2002
- Metałurh Donieck:
  - finalista Pucharu Ukrainy: 2010